# David Cox (malarz)
David Cox (ur. 29 kwietnia 1783 w Birmingham, zm. 7 czerwca 1859 tamże) – angielski rysownik i malarz pejzażysta, przedstawiciel szkoły romantycznej.

## Życiorys
Był synem kowala, początkowo uczył się rysunku i malowania miniatur u Josepha Barbera. Po samobójczej śmierci mistrza podjął pracę dekoratora w teatrze De Maria w Birmingham. W 1804 wyjechał do Londynu, gdzie pracował jako malarz dekoracji w Astley’s Theatre i kontynuował naukę u akwarelisty Johna Varleya (1778–1842). Od 1805 wystawiał w Royal Academy, samodzielną karierę artystyczną rozpoczął w 1808, w tym samym roku ożenił się z Mary Agg, z którą miał syna Davida.
Artysta był także pedagogiem, miał licznych uczniów, również wśród arystokratów. Wydał kilka książek poświęconych akwareli i malarstwu pejzażowemu. W 1810 został przewodniczącym Associated Artists in Water Colour, a w 1813 członkiem Society of Painters in Water Colour. Wiele podróżował po Wielkiej Brytanii w poszukiwaniu plenerów malarskich, w latach 20. XIX w. wielokrotnie wyjeżdżał na Kontynent do Francji, Holandii i Belgii. W 1841 przeniósł się na stałe do Birmingham, gdzie żył i pracował do śmierci w 1859.
Cox był w połowie XIX w. najwybitniejszym malarzem brytyjskim pochodzącym z Birmingham. Malował głównie pejzaże, tworzył początkowo wyłącznie akwarele, a pod koniec życia zainteresował się malarstwem olejnym. Jego przedstawienia przyrody i zmienności brytyjskiej pogody były cenione na równi z pracami Johna Constable. Obecnie uważany jest za prekursora impresjonizmu.
Największe zbiory prac artysty posiadają galerie brytyjskie, m.in. Birmingham Museum & Art Gallery, British Museum i Tate Britain.
 

## Obrazy autorstwa Coksa

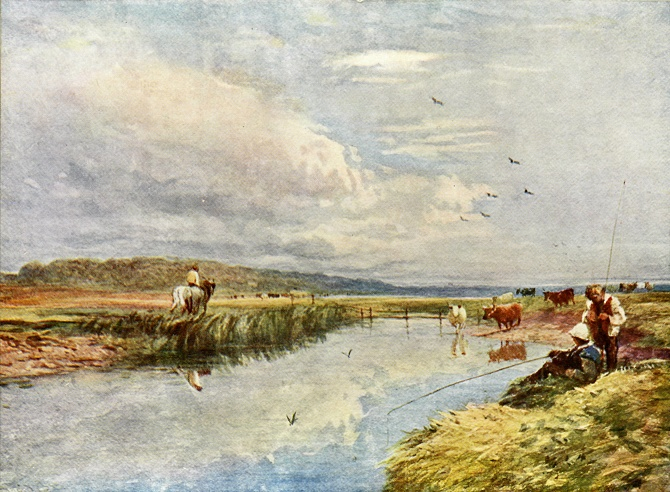
Boys Fishing
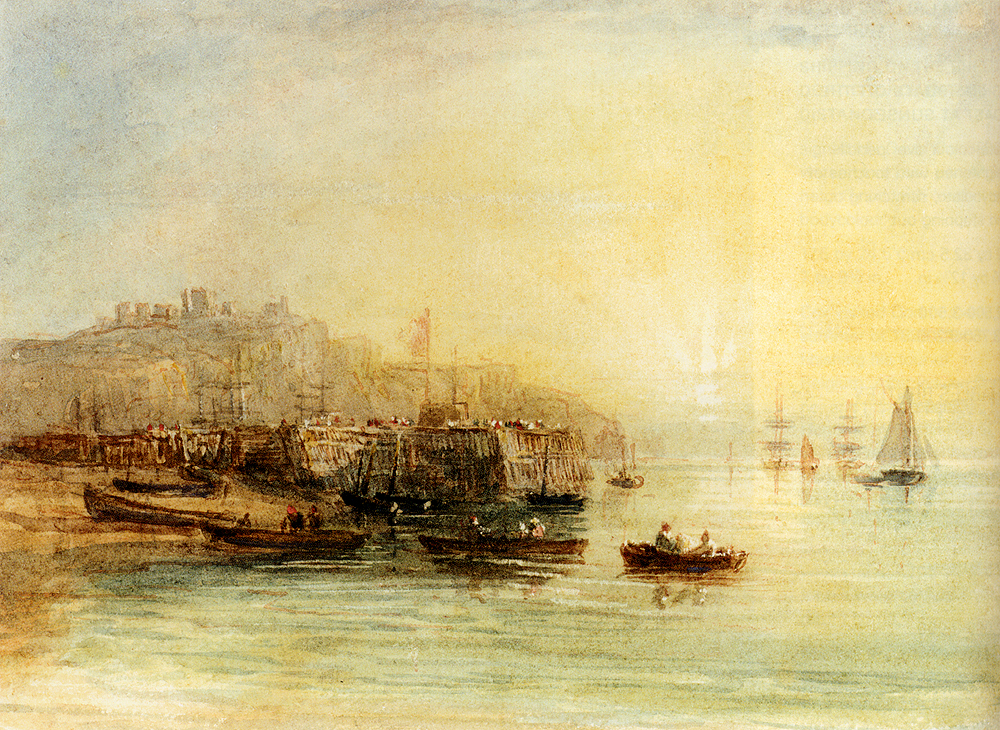
Fishing Boats at Dover
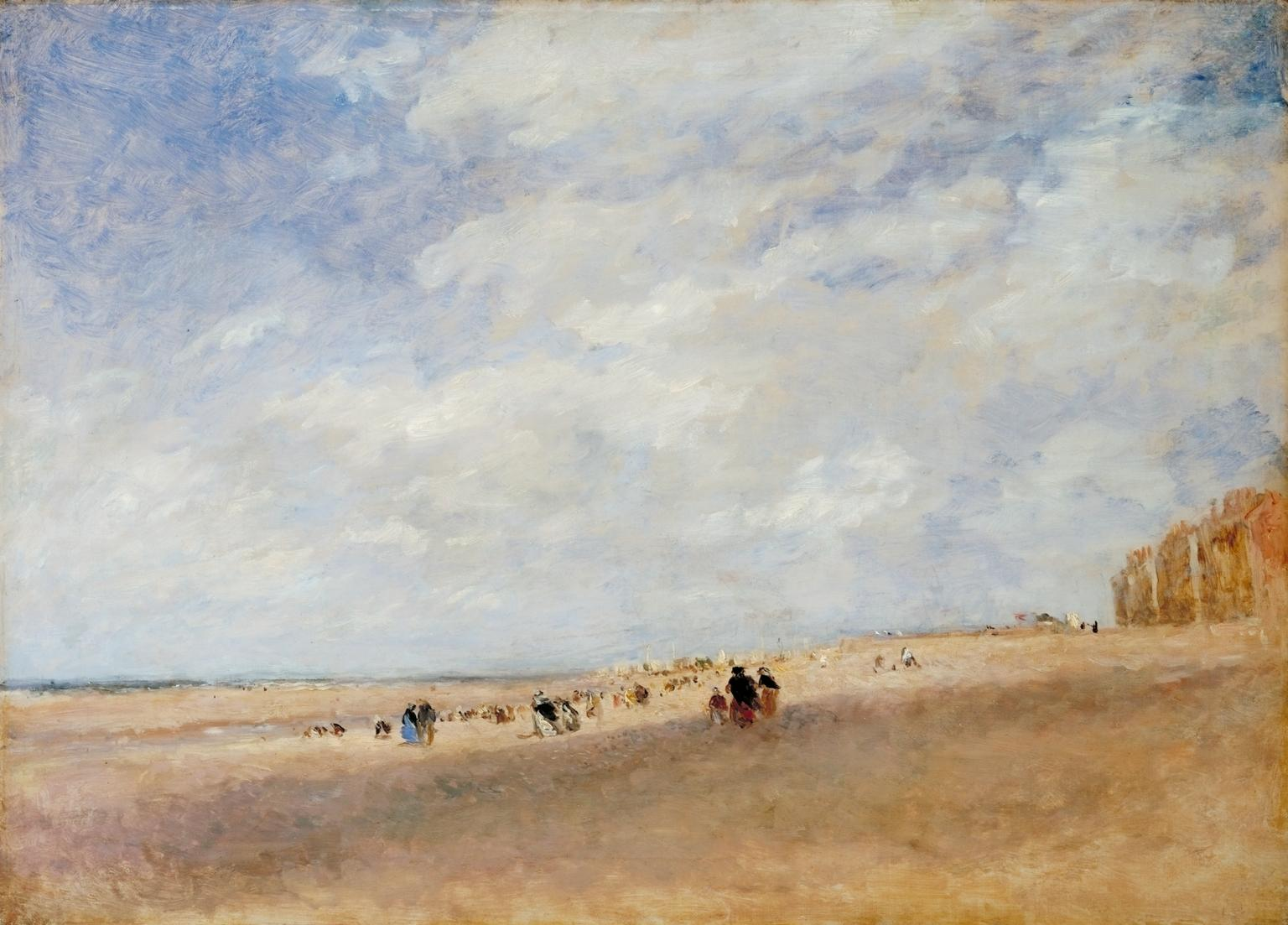
Rhyl Sands (wersja Tate; ok. 1854)
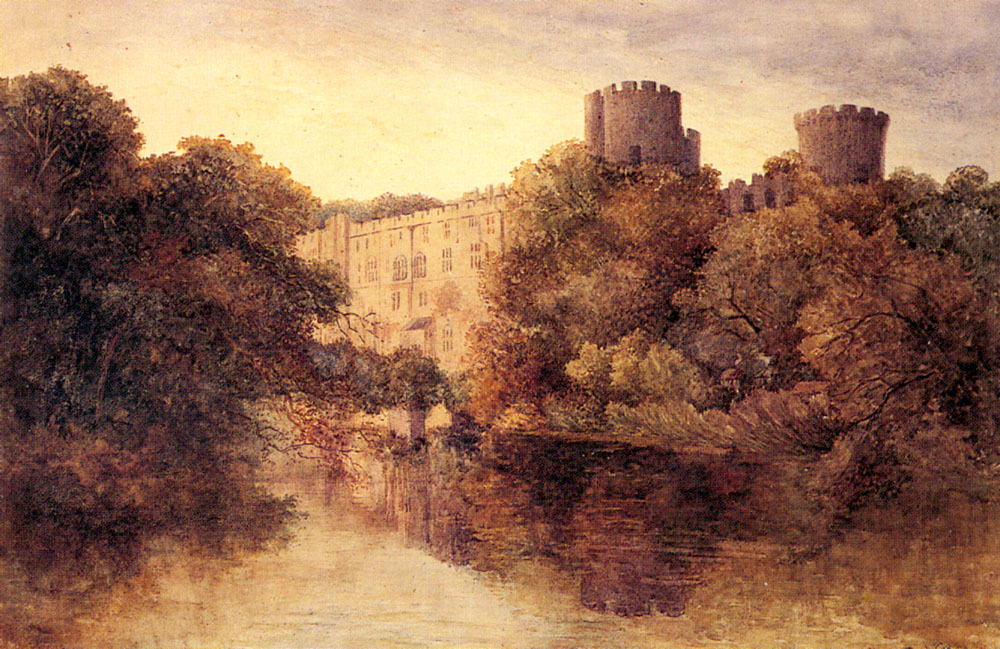
Castle in an Autumn Landscape (1849)
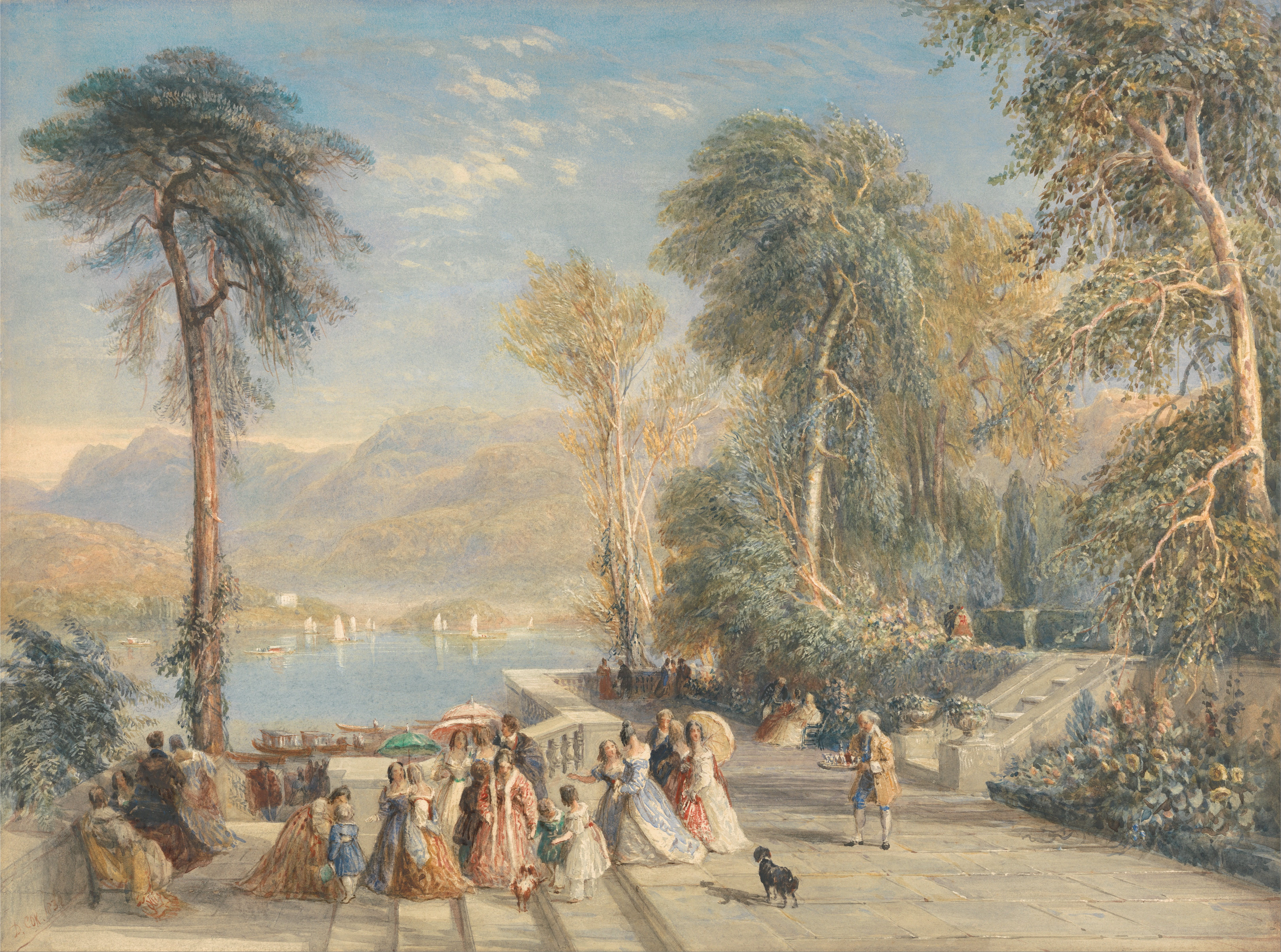
Windermere during the regatta (1832)
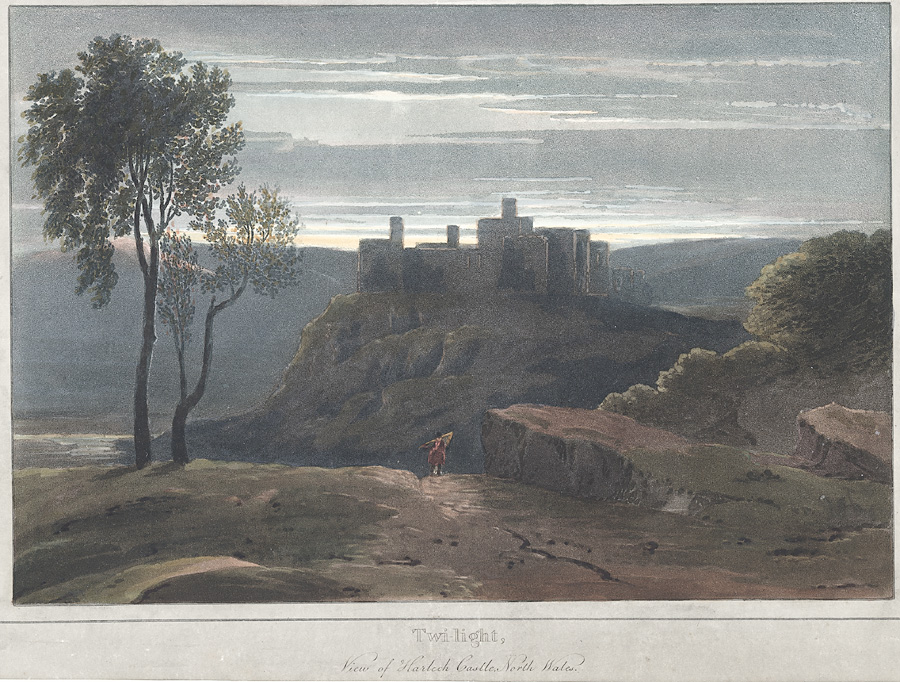
Twilight: view of Harlech Castle, north Wales (1813)

## Publikacje
- 1809: Ackermanns New Drawing Book

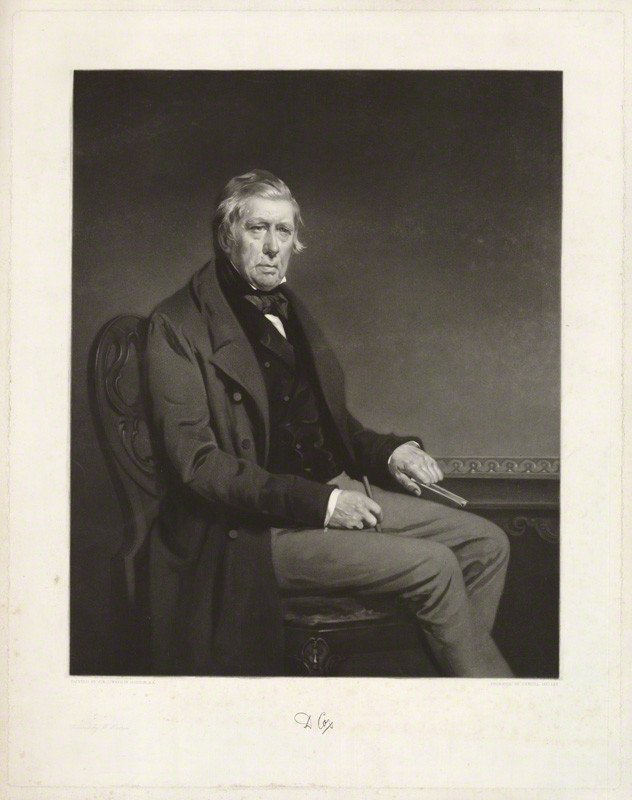
David Cox (aut. Samuel Bellin; 1855)

- 1811: A Series Of Progressive Lessons
- 1813: Treatise on Landscape Painting
- 1816: Progressive Lessons on Landscape